# Čelone
Čelone (lat. Chelone) je biljni rod iz porodice trpučevki  (Plantaginaceae). Sastoji se od 4 vrste sjevernoameričkih trajnica..

## Etimologija
Ime roda vjerojatno dolazi po mitološkom liku Helone (Khelona), nimfi koja je s prezirom odbacila pozivnicu za vjenčanje bogova Zeusa i Here i radije je ostala kod kuće. Za kaznu je pretvorena u kornjaču, kojoj je suđeno da zauvijek nosi kući na svojim leđima.

## Opis
Kod tipične vrste C. glabra, jedinstveni oblik cvijeta podsjeća na glavu kornjače, pa je ta biljka poznata pod narodnim nazivom “kornjačina glava” (Turtlehead). Biljke uspijevaju na sunčanim vlažnim ili močvarnim mjestima ili u često navodnjavanim vrtovima.

## Vrste
1. Chelone cuthbertii Small
2. Chelone glabra L. tip.
3. Chelone lyonii Pursh
4. Chelone obliqua L.

## Sinonimi
- Chlonanthes Raf.; Princ. Somiol. 26 (1814)
- Dysosmon Raf.; Fl. Ludov.: 48 (1817)